# Шайнфелд
Шайнфелд (на немски: Scheinfeld) е град в регион Средна Франкония в Бавария, Германия с 4613 жители (към 31 декември 2016).
През края на 8 век селището е споменато за пръв път като „Scegifeldum“. Адидас, предприятието за спортни продукти, има в Шайнфелд единствената немска фабрика.
- Дворецът Шварценберг близо до Шайнфелд